# Taller de historia oral andina
Taller de historia oral andina (em português: Oficina de História Oral Andina) é uma instituição de investigação e oficina de propostas metodológicas ligadas à construção oral do conhecimento, elemento característico das culturas Andinas. Fundado em 1983, tem como temas principais de seu trabalho: história, relações de gênero, direitos e a cultura dos povos indígenas andinos de Bolívia e sua inter-relação com a sociedade mestiza. Seu trabalho é significativo na formulação estratégica de uma metodologia de descolonização baseada na historiografia andina revisionista, nas demandas territoriais e na ação política coletiva.

## História
A oficina foi fundada em 1983, por um grupo estudantes de sociologia da Universidade Maior de San Andrés, alunos da socióloga Silvia Rivera Cusicanqui, que também fez parte da oficina. Entre os requisitos iniciais de admissão para seus membros, se encontrava o conhecimento da língua aimara ou quechua, ainda que com o tempo este requisito foi flexibilizado para incluir outros membros compatíveis com seus objetivos.
A oficina era influenciada por perspectivas marxistas, pelo katarismo e pelo indigenismo de Fausto Reinaga. Desde o início, o grupo tinha como objetivo a utilização da história oral para explorar e ressignificar a história das populações indígenas bolivianas.
Os trabalhos dos membros da oficina ao longo de sua primeira década de operação envolveu tanto a realização de entrevistas com membros das comunidades indígenas andinas quanto a pesquisa em arquivos e hemerotecas de La Paz. Durante este período, o principal objeto de pesquisa eram os movimentos de luta indígena por terra nas décadas de 1920 e 1930, e as redes de caciques cujo principal expoente era o ayllu Santos Marka T'ula. O resultado desta pesquisa foi publicado em um livro de 1984, e mais tarde, em 1986, foi transformado em uma radionovela, publicada em 90 episódios e transmitida em castelhano e em aimará por rádios do interior rural boliviano. Entre 1983 e 2016, o grupo havia sido responsável pela produção de um total de 8 radionovelas, além da criação de uma rádio própria, intitulada de Illapa.
Para além da pesquisa e da produção de conteúdos em áudio, a partir do ano de 1989 o Taller de Historia Oral Andina passou também a produzir material audiovisual. Gravando com uma câmera VHS, os membros da oficina produziram um documentário sobre mulheres anarquistas na Bolívia  (intitulado "Voces de Libertad") e uma cinebiografia de Adrián Patiño.
Sobretudo ao final da década de 1980 e ao longo da década de 1990, o grupo esteve envolvido junto com os esforços mais amplos das comunidades aimarás na reconstituição dos Ayllus, forma histórica de organização social indígena, remetente ao Império Inca. Para além da documentação do movimento social em curso do período, o trabalho da oficina foi importante no resgate e na divulgação dos movimentos indígenas históricos nos territórios andinos.

## Obras
- El indio Santos Marca T´ula. Cacique principal de los ayllus de Callapa y apoderado general de las comunidades originarias de la república.
- Los constructores de la ciudad. Tradiciones de lucha y trabajo del sindicato central de constructores y albañiles 1908-1980
- Mujeres y resistencia comunitaria: Historia y memoria
- Taraqu: Masacre, guerra y renovación en la biografía de Eduardo Nina Qhispe

## Prêmios e reconhecimentos
Em 2006 receberam o Prêmio Nacional de Ciências Sociais e Humanas Fundação PIEB, em sua versão: “Prêmio Contribuição Institucional ao desenvolvimento da investigação científica em ciências sociais e humanas”.

## Outras Leituras
- Cusicanqui, Silvia Rivera. "El potencial epistemológico y teórico de la historia oral: de la lógica instrumental a la descolonización de la historia." Teoria crítica dos Direitos Humanos no século XXI. Porto Alegre: EDIPUCRS (2008): 154-175.
- Ottavianelli, Lucia Gandolfi. "Subalternidad e historia oral en Bolivia. El caso del Taller de Historia Oral Andina." XIV Jornadas Interescuelas/Departamentos de Historia. Departamento de Historia de la Facultad de Filosofía y Letras. Universidad Nacional de Cuyo, 2013.
- Stephenson, Marcia. "Forging an indigenous counterpublic sphere: the Taller de Historia Oral Andina in Bolivia." Latin American Research Review (2002): 99-118.